# Тихвинско възвишение
Тихвинско възвишение (на руски: Тихвинская гряда – букв. „Тихвинска хълмиста редица“) е възвишение в северната част на Източноевропейската равнина, част от обширното Валдайско възвишение (в северната му част), простиращо се на територията на Ленинградска (югоизточната част) и Новгородска област (северната част) в Русия. Разположено е югоизточно от Ладожкото езеро и е вододел между водосборните басейни на река Нева, вливаща се в Балтийско море и река Волга, вливаща се в Каспийско море. Максимална височина  280 m (59°04′19″ с. ш. 33°41′44″ и. д. / 59.071944° с. ш. 33.695556° и. д.), разположена в южната му част, в Новгородска област. В основата на възвишението лежат мощни горнопалеозойски наслаги, с които са свързани находищата на боксит, огнеупорни глини и стъклени пясъци. Към водосборния басейн на река Нева принадлежат реките Паша и Сяс (вливащи се в Ладожкото езеро), Пчевжа (десен приток на Волхов), Мда и Увер (десни притоци на Мста). Към водосборния басейн на Волга от него водят началото си Кобожа, Чагодоща с притоците си Чагода, Лид, Ратца и Пес, Колп и др. Възвишението е покрито с иглолистни гори, частично е разорано и се използва за земеделска дейност.